# Терминал (производственное объединение)
Казанское производственное объединение средств вычислительной техники «Терминал» (КПО СВТ «Терминал») — предприятие по производству пишущих машин и пишущих устройств для ЭВМ, действовавшее в Казани. Первый в Советском Союзе производитель пишущих машинок (модель «Яналиф»):7.

## История

### 1924—1929
В декабре 1924 года была создана Казанская механическая мастерская пишущих машин «Татязмаш», которая занималась ремонтом пишущих и счётных машин, кассовых аппаратов. Первое время мастерская относилась к Деткомиссии, а затем к Татполиграфу ТатЦИКа. Она располагалась в доме на улице Чернышевского.
Руководителем мастерской был Аскар Алиевич Шейх-Али (1885—1968), инженер-конструктор, занимавшийся модернизацией арабского алфавита и внедрением арабской графики в делопроизводство. Известный сторонник арабской графики, он был одним из подписавших в 1927 году письмо 82-х татарских интеллигентов И. В. Сталину и III-му пленуму Татарского обкома ВКП(б), в котором они возражали против поспешного перевода алфавитов языков народов мусульманских регионов на латиницу.
В 1926 году в «Татязмаше» была налажена штамповка шрифта и изготовление специальных двигательных механизмов, позволивших на базе пишущих машин иностранного производства выпускать машины с татарским шрифтом на основе арабской графики. К 1929 году было изготовлено около 150 таких машин.
В 1927—1928 годах в АТССР началась кампания по переводу татарской письменности на латинский алфавит (Новый тюркский алфавит «Яналиф»).
В течение 1929 года механики Г. А. Елизаров и М. И. Тихонов занимались разработкой новой модели пишущих машин. Собранная в ноябре того же года полностью из деталей собственного производства, оригинальная конструкция пишущей машины, с татарским шрифтом на основе латиницы, получила название «Яналиф» («Jaꞑalif»). Это была первая изготовленная в СССР модель пишущей машины:7.
Пишущая машина была отправлена в Московский институт техники управления, где было получено положительное заключение: «Конструкция хорошая, по своим технико-экономическим и эксплуатационным данным значительно лучше многих иностранных изделий».

### 1930—1959
К 1930 году был поднят вопрос о широком серийном производстве пишмашинок в СССР. Уже было определено создание производства по выпуску пишущих машин с кириллическими шрифтами в Ленинграде. 23 июля 1930 года было принято решение ВЦИК и СНХ РСФСР о строительстве фабрики пишущих машинок в Казани.
Казанская фабрика заработала в конце 1930 — начале 1931 года в здании бывшей электростанции «Красная Заря» (Первой городской электростанции Анонимного общества «Газ и электричество города Казани», построенной в 1895 году) на площади Свободы. Фабрика была названа в честь умершего незадолго до её запуска председателя ЦИК ЗСФСР, руководившего введением латинизированного алфавита в советских республиках, Самед-Ага-Агамалы-оглы — Казанский государственный завод пишущих машин имени Агамалы-Оглы («Пишмаш»).
6 мая 1931 года руководитель завода А. Шейх-Али был арестован Татарским ОГПУ.
В 1931—1939 годах объёмы выпуска «Пишмаша» постоянно росли, увеличившись со 139 до 5750 штук. Всего за этот период было изготовлено около 30 тысяч штук, что составило свыше 40 % пишущих машин, производимых в Советском Союзе. Машины выпускались со шрифтами для 44 языков народов СССР, поставлялись в Турцию, Монголию, Китай и другие страны.
Осенью 1937 года директором Пишмаша стал Г. А. Елизаров, награждённый орденом «Знак Почёта». До того он руководил экспериментальным цехом, где разрабатывались новые модели пишущих машин, а в 1936 году был командирован на полгода в США для изучения технологии изготовления и производства пишущих машин на заводах «Форд», «Ундервуд», «Мерседес», «Ройал», «Корона».
Поскольку алфавиты народов СССР в 1938—1940 годах были переведены на кириллицу, то при Г. А. Елизарове было разработано пять моделей пишущих машин «Прогресс» с кириллическим шрифтом; в том числе модель с клавиатурой, позволявшей печатать материалы на русском и татарском языках.
Во время Великой Отечественной войны многие рабочие предприятия были призваны на фронт, включая директора Г. А. Елизарова. В сентябре 1941 года на Пишмаше была размещена часть производственных мощностей эвакуированного Ленинградского завода им. М. И. Калинина (на их базе был образован Казанский завод точного машиностроения им. М. И. Калинина (Точмаш)).
После войны Пишмаш возобновил производство пишущих машин.
К 1950 году заводом было изготовлено 100 тысяч пишущих машин.
В 1950-е годы предприятием был освоен выпуск машин новых марок: «Волга» и «Казань».

### 1959—1989
Постановлением СНХ Татарского экономического административного района № 50 от 19 февраля 1959 года Казанский завод пишущих машин был переименован в Казанский завод пишущих устройств. В следующее десятилетие на заводе был освоен выпуск двухкоординатных регистрирующих приборов для графической записи результатов обработки данных (первых в СССР), типовой буквопечатающей машины ТБПМ 16/1200, клавишного устройства КУ-1М.
В связи со строительством на площади Свободы здания Дома Советов (современное здание Кабинета Министров Республики Татарстан), мощности завода был переведены в Советский район и размещены возле Казанского завода математических машин и Казанского компрессорного завода.
В 1962 году руководителем предприятия на долгие годы стал Н. С. Якубов.
Постановлением Средне-Волжского Совнархоза № 854-р от 30 мая 1963 года Казанский завод пишущих устройств был переименован в Казанский завод пишущих устройств для электронных вычислительных машин.
С 1968 года Казанский завод пишущих устройств для ЭВМ полностью перешёл на производство периферийных устройств для электронно-вычислительной техники.
В 1970-е годы заводом начал выпускать малогабаритные печатающие устройства и графопостроители планшетного типа.
Продукция Казанского завода пишущих устройств для ЭВМ экспортировалась в Индию, Голландию, Великобританию, Норвегию, в страны Восточной Европы.
В 1981 году за успешное выполнение спецзаданий по созданию новой техники завод был награждён орденом Трудового Красного Знамени.
В 1980-е годы на предприятии велись разработка и внедрение в серийное производство новых терминальных устройств для ЭВМ различных классов, усилительно-акустических устройств на базе прецизионной механики и электроники, рулонных графопостроителей (плоттеров), широких печатающих устройств.

### 1989—2003
На основании приказа Министерства радиопромышленности СССР № 585 от 22 мая 1989 года на базе Казанского завода пишущих устройств для ЭВМ было организовано Казанское производственное объединение «Терминал», в состав которого также вошёл Казанский завод средств вычислительной техники, основанный в 1978 году. Численность работников КПО «Терминал» составляла тогда более 3000 человек.
В рамках конверсии малыми предприятиями в составе производственного объединения было освоено серийное производство банковской техники, стоматологического медицинского оборудования, радиокомплексов оперативного розыска и задержания транспортных средств, а также товаров народного потребления.
17 октября 1994 года на основании постановлений Государственного комитета РФ по оборонным отраслям промышленности и Кабинета Министров Республик Татарстан № 300/508 от 17 октября 1994 года с Казанским производственным объединением «Терминал» было слито Казанское производственное объединение вычислительных систем. Предприятие получило название Казанское производственное объединение средств вычислительной техники «Терминал» (КПО СВТ «Терминал»).
В 1995 году предприятию было предписано начать разработку и производство контрольно-кассовых машин.
Во второй половине 1990-х годов «КПО по производству СВТ „Терминал“» оказалось в тяжёлой экономической ситуации. Со стороны правительства Татарстана ему оказывалась государственная поддержка.
Кроме того, в 1997 году на базе производственных площадей предприятия было предписано организовать республиканский центр развития предпринимательства «Технопарк». В 2000 году первый в республике технопарк заработал, но не был успешным.
Решением Арбитражного суда Республики Татарстан от 10 июля 2001 года КПО СВТ «Терминал» было признано банкротом и в 2003 году после полутора лет конкурсного производства прекратило существование.
В начале 2000-х здание завода было перестроено в торговый центр «Мегга».

## Руководители предприятия
- 1924—1931 — А. А. Шейх-Али
- 1931—1932 — И. А. Жирнов
- 1932—1935 — Ф. Н. Меркулов
- 1935—1936 — А. Н. Кулалаев
- 1936—1937 — Усманов
- 1938—1941 — Г. А. Елизаров
- 1941—1942 — Х. Х. Искандеров
- 1943—1944 — А. Тажетдинов
- 1944—1946 — Г. А. Елизаров
- 1946—1947 — А. П. Шерстобитов
- 1947—1950 — А. Н. Кулалаев
- 1950—1951 — В. А. Кондратьев
- 1951—1959 — А. П. Павлов
- 1959—1960 — Б. Е. Кустовский
- 1960—1962 — Н. П. Шевченко
- 1962—1987 — Н. С. Якубов
- 1987—1994 — М. А. Раимов
- 1994—1997 — Садовников (исполняющий обязанности)
- 1997—1999 — В. Н. Борисов (внешний управляющий)
- 1999—2001 — Р. Г. Ахметшин (внешний управляющий)
- 2001—2003 — В. А. Леонов (конкурсный управляющий)

## Интересные факты
- В 1931—1932 годах на предприятии трудился помощником слесаря Гильфан Абубекерович Батаршин (Батыршин) — участник боёв у озера Хасан, один из первых пограничников, удостоенных звания Героя Советского Союза (25 октября 1938 года, медаль Золотая Звезда № 79)[13].
- В 1958—1990 годах на предприятии трудился слесарем-сборщиком Капитонов Николай Михайлович — бригадир, рационализатор, наставник молодёжи, Герой Социалистического Труда.